# コリン・セルビー
コリン・セルビー(Colin Selby, 1997年10月24日 - )は、アメリカ合衆国バージニア州チェサピーク出身のプロ野球選手(投手)。右投右打。MLBのボルチモア・オリオールズ所属。

## 経歴

### プロ入りとパイレーツ時代
2018年のMLBドラフト16巡目（全体474位）でピッツバーグ・パイレーツから指名され、プロ入り。契約後、傘下のルーキー級ブリストル・パイレーツでプロデビュー。11試合（すべて先発）に登板して1勝3敗、防御率4.15、41奪三振を記録した。
2019年はA級グリーンズボロ・グラスホッパーズでプレーし、17試合（すべて先発）に登板して6勝3敗、防御率2.97、86奪三振を記録した。
2020年は新型コロナウイルスの感染拡大の影響でマイナーリーグのシーズンが中止となり、公式戦の出場はなかった。
2021年はA+級グリーンズボロでプレーし、31試合（すべて救援）に登板して3勝1敗、防御率4.37、67奪三振を記録した。
2022年はAA級アルトゥーナ・カーブで開幕を迎えた。シーズン途中にAAA級インディアナポリス・インディアンズへ昇格。2チーム合計で29試合（先発1試合）に登板して2勝3敗、防御率2.27、43奪三振を記録した。オフの11月15日にはルール5ドラフトでの流出を防ぐため40人枠入りした。
2023年はAA級インディアナポリスで開幕を迎えた。その後8月8日にメジャー初昇格を果たし、翌日の8月9日にメジャーデビュー。メジャー1年目となったこの年は21登板（5先発）で2勝2敗、防御率9.00、30奪三振を記録した。
2024年3月12日にマイナーオプションでAAAに降格し、ジョーイ・バートの加入に伴い4月2日にDFAとなった。

### ロイヤルズ時代
2024年4月7日、コナー・オリバーとのトレードでカンザスシティ・ロイヤルズに移籍した。その後4月30日にMLBに再昇格し、2試合に登板した。7月6日に再びDFAとなった。

### オリオールズ時代
2024年7月11日、金銭とのトレードでボルチモア・オリオールズに移籍した。オリオールズでは3試合に登板し、4イニングを投げ5奪三振、無失点だった。

## 詳細成績

### 年度別投手成績
| 年 度    | 球 団    | 登 板 | 先 発 | 完 投 | 完 封 | 無 四 球 | 勝 利 | 敗 戦 | セ 丨 ブ | ホ 丨 ル ド | 勝 率 | 打 者 | 投 球 回 | 被 安 打 | 被 本 塁 打 | 与 四 球 | 敬 遠 | 与 死 球 | 奪 三 振 | 暴 投 | ボ 丨 ク | 失 点 | 自 責 点 | 防 御 率 | W H I P |
| -------- | -------- | ----- | ----- | ----- | ----- | -------- | ----- | ----- | -------- | ----------- | ----- | ----- | -------- | -------- | ----------- | -------- | ----- | -------- | -------- | ----- | -------- | ----- | -------- | -------- | ------- |
| 2023     | PIT      | 21    | 5     | 0     | 0     | 0        | 2     | 2     | 0        | 3           | .500  | 114   | 24.0     | 29       | 4           | 15       | 1     | 0        | 30       | 3     | 0        | 24    | 24       | 9.00     | 1.83    |
| 2024     | KC       | 2     | 0     | 0     | 0     | 0        | 0     | 0     | 0        | 0           | ----  | 13    | 3.0      | 2        | 0           | 2        | 0     | 0        | 0        | 1     | 0        | 3     | 2        | 6.00     | 1.33    |
| 2024     | BAL      | 3     | 0     | 0     | 0     | 0        | 0     | 0     | 0        | 0           | ----  | 15    | 4.0      | 1        | 0           | 2        | 0     | 1        | 5        | 0     | 0        | 0     | 0        | 0.00     | 0.75    |
| '24計    | BAL      | 5     | 0     | 0     | 0     | 0        | 0     | 0     | 0        | 0           | ----  | 28    | 7.0      | 3        | 0           | 4        | 0     | 1        | 5        | 1     | 0        | 3     | 2        | 2.57     | 1.00    |
| MLB：3年 | MLB：3年 | 26    | 5     | 0     | 0     | 0        | 2     | 2     | 0        | 3           | .500  | 142   | 31.0     | 32       | 4           | 19       | 1     | 1        | 35       | 4     | 0        | 27    | 26       | 6.64     | 1.62    |

- 2024年度シーズン終了時

### 年度別守備成績
| 年 度 | 球 団 | 投手（P） | 投手（P） | 投手（P） | 投手（P） | 投手（P） | 投手（P） |
| 年 度 | 球 団 | 試 合     | 刺 殺     | 補 殺     | 失 策     | 併 殺     | 守 備 率  |
| ----- | ----- | --------- | --------- | --------- | --------- | --------- | --------- |
| 2023  | PIT   | 21        | 1         | 2         | 1         | 0         | .750      |
| 2024  | KC    | 2         | 2         | 0         | 0         | 0         | 1.000     |
| 2024  | BAL   | 3         | 4         | 1         | 0         | 0         | 1.000     |
| '24計 | BAL   | 5         | 6         | 1         | 0         | 0         | 1.000     |
| MLB   | MLB   | 26        | 7         | 3         | 1         | 0         | .909      |

- 2024年度シーズン終了時

### 背番号
- 52（2023年）
- 60（2024年 - ）